# Diafanoscopio

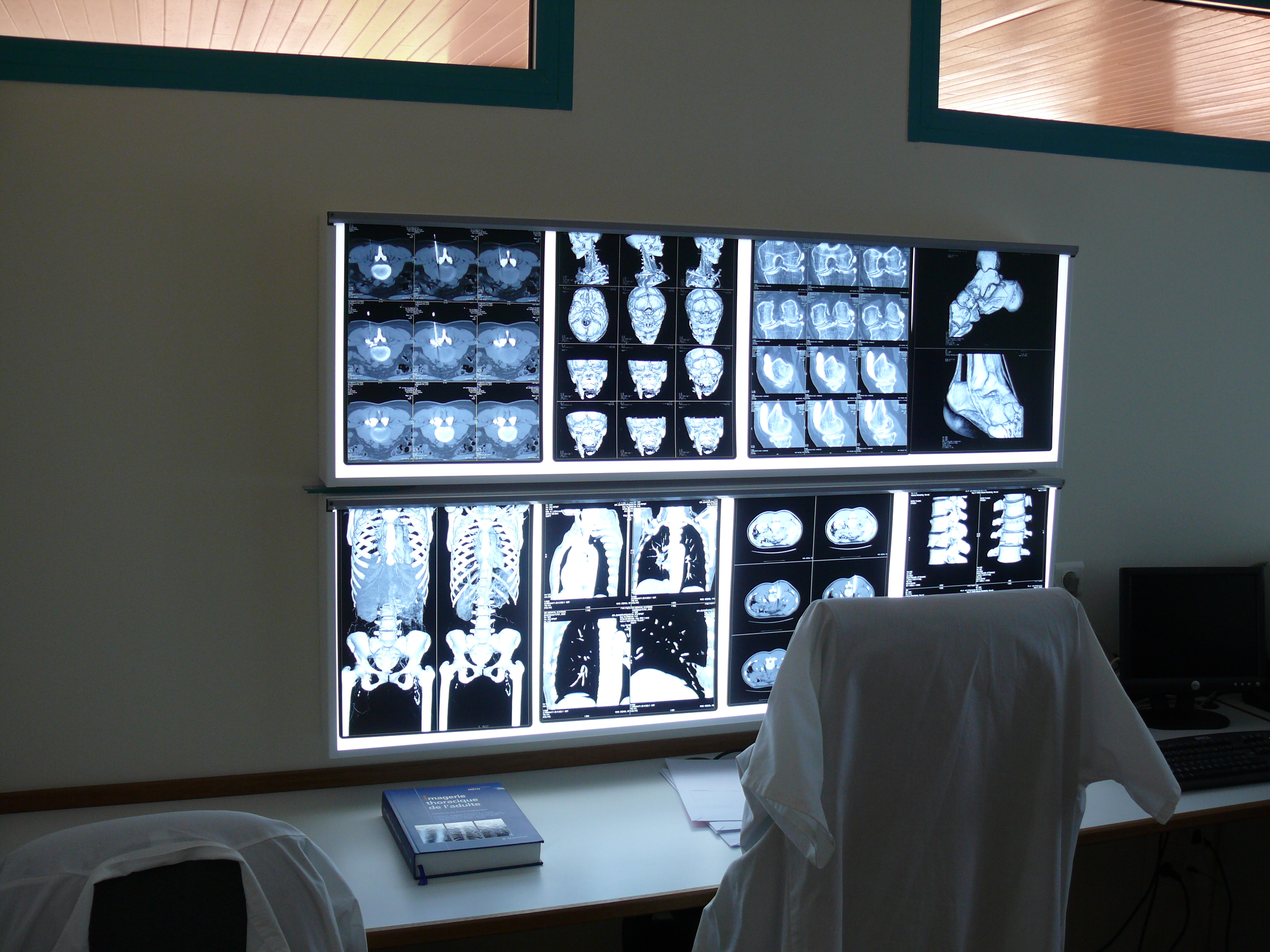
Un diafanoscopio in una sala radiologica

Il diafanoscopio o negativoscopio è uno schermo luminoso utilizzato per l'osservazione dei radiogrammi, sia in ambito medico, sia in ambito industriale. L'esame clinico diagnostico che viene condotto mediante questo strumento prende il nome di diafanoscopia e si basa sull'analisi della trasparenza e dell'opacità di organi e tessuti.

## Etimologia
Il termine deriva dal greco dia, attraverso, faino, trasparire, e la radice skop, vedere.

## Descrizione e utilizzo
È costituito da una fonte luminosa a luce fredda a fluorescenza e da un pannello opaco smerigliato che ha la funzione di rendere uniforme l'illuminazione del piano. Dal momento che le dimensioni del radiogramma possono essere inferiori a quelle dello schermo e che quindi la luce libera può disturbare la visione, sono disponibili apposite maschere per evitare questa eventualità. Per convenzione i radiogrammi laterali sono posizionati in modo che la testa sia rivolta verso sinistra. Può essere fisso o portatile.